# 帕德里蘭奇托斯 (亞利桑那州)
帕德里蘭奇托斯（英語：Padre Ranchitos）是位於美國亞利桑那州尤馬縣的一個人口普查指定地區。根據2010年美國人口普查，該地人口為171人，而該地的面積約為0.75平方千米。

## 地理
帕德里蘭奇托斯的座標為32°38′59″N 114°38′30″W / 32.64972°N 114.64167°W，而該地最高點為海拔高度36米（即118英尺）。